# リョウク
リョウク（朝: 려욱、英: Ryeowook、1987年6月21日  - ）は、韓国の歌手、俳優、タレントであり、男性アイドルグループSUPER JUNIORのメンバーである。本名、キム・リョウク。
韓国仁川市出身。SMエンタテインメント所属。身長169cm、血液型はO型。

## 来歴
2004年第3回CMB青少年ChinChin歌謡で銀賞を獲得し、その後SMエンタテインメントの練習生となる。2005年、スーパージュニアがデビューする数か月前に、デビューに向け準備中だったスーパージュニアに合流。2005年11月に、Super Junior 05 のメンバーとしてデビュー。その後はグループとしてだけでなく、SUPER JUNIOR-K.R.Y.とSUPER JUNIOR-Mとしてのユニット活動、ラジオDJやバラエティ、ミュージカルなどで活動している。

## 人物
- ニックネーム：ウクたん、リョウギ、ウギ、ぽよよ、リョング
- 学歴
  - 徳園芸術高等学校 作曲科 卒業
  - 仁荷大学校 演劇映画科 卒業
  - 仁荷大学校 大学院 文化経営学 修士課程 修了
- 中学校の頃から歌に関心が多く、クラシックピアノを3年間勉強していた[2]。コンサート舞台や音楽番組などでピアノ演奏をすることもある[3]。
- キュヒョンが加入するまでは、リョウクが最後にグループに加入したメンバーであり、また最年少で練習生期間も短かっため、当時メンバーは厳しかったという。同じく、ほぼ練習生期間がなく加入したキュヒョンがグループにうまくなじめず悩んでいたときには、「半年耐えろ」とのアドバイスを送った[4]。
- 高い歌声が特徴で、グループでは高音パートを担当する。メンバーたちはその甲高い声をよく真似し、からかっている。
- S.E.Sのバダの大ファン(SUPER JUNIOR WORLD TOUR - SUPER SHOW 9 : ROADでは、S.E.Sの名曲、Dreams Come Tureのカバーを披露した。)
- 作曲家オ・ジュンソン（「花より男子」、「マイガール」、「検事プリンセス」、「魔女ユヒ」 などのドラマOSTを相次いでヒットさせた音楽監督）から直接指名され、ドラマ 「楽しい我が家」のOST「Smile Again」を歌った。オ・ジュンソンは「リョウクはすぐれた歌唱力の持ち主というだけでなく、曲の雰囲気に合う魅力的な声質を持っている」と述べた[5]。
- メンバーの中でもっとも料理が上手で、宿舎では料理担当である。またメンバーが自身が作った料理を食べなければ気に障るとも吐露した。[6]
- 2013年4月から、毎日22時～24時まで放送中のラジオ「Super Junior Kiss The Radio」（通称シュキラ）の単独DJを担当。スケジュールの都合で出演できない時は、メンバーがピンチヒッターで登場したり、事前録音の場合もあるが、日本でのスケジュールが続いているときでさえ、一日でも空きがあれば帰国し出演するなど、リョウクの代表的な仕事の一つとなっている。
- 上記ラジオに寄せられる恋愛相談メールのほとんどに対して、最終的に「別れてしまえばいい」というアドバイスを送ったり、リスナーに恋人がいると判明するととたんに不機嫌になる。2014年のクリスマス時期の放送には、ドレスコードに黒い服を指定し、恋人がいないリスナーだけをラジオブースに招き放送した。自称「独身の独身による独身のためのラジオ」。
- キリン好きで有名であり、ファンからキリンのぬいぐるみをプレゼントされることも多い。26歳の誕生日の際には、タイのファンが「リョウク」という名のキリンをドゥジット動物園にプレゼントした[7]。また上記ラジオスタッフから2.4メートルのキリンのぬいぐるみをプレゼントされたこともある[8]。キリンはそのまま宿舎に連れ帰られたが、公益勤務中に偶然宿舎へ帰っていたヒチョルは、驚きのあまりそのキリンを殴ったという[9]。キリンが好きな理由としては、「キリン好きは純粋そうに見えるから」と語っている。
- メンバーの中では比較的大人しいほうだが、はっきりと物事を言うタイプでもある。MBCの『ショー!K-POPの中心』のチーフプロデューサーが、リップシンクを廃止するとの考えを述べた時も、「パフォーマンス中心のアイドルがリップシンクするのも問題だが、音響の改善なしに生歌だけ強調するのは本当に横暴のようだ[10]。」と自身のツイッターで反論した[11]。また2014年のSMTOWNソウル公演のキューシートが公演前に流出してしまった際には、自身のツイッターで「コンサート前にセットリストが漏れると、コンサートを行う側からすればやる気がそがれる。誰が流失させたのかはわからないが必ず捕まえる。面と向かって話しましょう[12]。」という趣旨の発言をした。
- 同学年のキュヒョンとともに、メンバーに対して毒舌を浴びせることで知られる。メイクを終えたウニョクに対して「早くメイクしてきて」と言ったり、ウニョクの姉を見て「ウニョクが髪を伸ばしただけ」などと毒舌を飛ばしている[13]。
- ソロでバラエティ番組に出演することはあまりない。『ランニングマン』に出演が決まったときは、ヒチョルとドンヘに信用してもらえなかったと語っている[14]。

## 単独公演
| 公演日 | 公演日      | 公演名                                            | 都市   | 開催地 | 会場                       |
| ------ | ----------- | ------------------------------------------------- | ------ | ------ | -------------------------- |
| 2016年 | 2月19~21日  | Ever Lasting Star - Ryeo Wook                     | ソウル | 韓国   | SMTOWN THEATRE             |
| 2016年 | 3月11~13日  | Ever Lasting Star - Ryeo Wook                     | ソウル | 韓国   | SMTOWN THEATRE             |
| 2019年 | 3月20~21日  | SUPER JUNIOR-RYEOWOOK Special Live ～Bom Voyage～ | 千葉   | 日本   | 舞浜アンフィシアター       |
| 2022年 | 11月2~3日   | SUPER JUNIOR-RYEOWOOK Special Live ～秋宴～       | 東京   | 日本   | 立川ステージガーデン       |
| 2022年 | 12月22~23日 | SUPER JUNIOR-RYEOWOOK Special Live ～六花～       | 大阪   | 日本   | 大阪国際会議場メインホール |
| 2022年 | 12月27~28日 | SUPER JUNIOR-RYEOWOOK Special Live ～六花～       | 福岡   | 日本   | 福岡サンパレス             |
| 2024年 | 3月15~17日  | RYEOWOOK'S AGIT CONCERT : In The Green            | ソウル | 韓国   | 東徳女子大学百周年記念館   |

## ディスコグラフィ

### 韓国

#### デジタルシングル
- 『It's okay』（2023年11月20日）[17]
- 『Lingering』（2023年12月19日）[18]

#### ミニアルバム
- 1st『The Little Prince（어린 왕자）』（2016年1月28日）
- 2nd『Drunk on Love（나에게 취해）』（2019年1月2日）
- 3rd『A Wild Rose』（2022年5月3日）

#### OST
- 「Smile Again」（2010年10月27日） MBC「楽しい我が家（즐거운 나의 집）」OST
- 「Smile Again」（2010年11月11日）MBC「楽しい我が家（즐거운 나의 집）」OST Part 3
- 「もっと愛したら（더 사랑한다면）」（2011年7月18日）KBS2「スパイ明月（스파이 명월）」OST Part 3
- 「Starry Night」（2021年5月18日）KBS2「五月の青春」OST Part 5
- 「Goodbye」（2022年7月28日）「すべては勘違いだった（모든게착각이었다）」OST Part 1

#### コラボ楽曲
- 「友達と愛に陷る時（친구와 사랑에 빠질때）」リョウク & ベイジ（베이지）（2010年9月29日）

### 日本

#### デジタルシングル
- 『茜色に染まる空の下』（2022年10月19日）[19]

#### シングル
- 1st『桜の花が咲く頃』（2019年3月20日）

## 出演

### ミュージカル
- 2011年「オオカミの誘惑（늑대의 유혹）」- チョン・テソン役
- 2013年「ハイスクールミュージカル」- トロイ役
- 2014年「女神様が見ている」- リュ・スノ役
- 2015年「アガサ」- レイモンド役
- 2018年「狂炎ソナタ」- J役
- 2021年「メアリー・シェリー」- ポリドリ役[20]
- 2022年「ファンレター」- チョン・セフン役[21]
- 2023年「冬の旅人」- パク・ヒョンテ役

### テレビ番組
- KMTV『Super Junior show』（2005年12月6日 - 2006年5月22日）
- Mnet『ミステリー追跡6（미스터리 추적6）』（2006年3月30日 - 2006年5月4日）
- Mnet『対決!Super Juniorの自作劇（대결! 슈퍼주니어의 자작극）』（2006年8月16日 - 2006年9月13日）
- SBS 『人体探検隊（인체탐험대）』（2007年11月11日 - 2008年2月3日）
- KBS 『不朽の名曲2』（2012年06月16日 - 2012年10月20日）
- Mnet『Super idol chart show』MC（2014年1月31日 - 2015年2月13日）
- SBS 『ランニングマン』（2015年2月8日）
- YTN 「Enter-K」 MC（2015年3月1日 - ）
- KBS2ドラマ「プロデューサ」（2015年6月12日・第9回※カメオ出演）[22]

### ラジオ
- 2011年12月5日 -：KBS FM「Super Junior Kiss The Radio」 DJ（2013年4月8日からはソロDJ）

### ミュージックビデオ
- 2010年09月30日 ベイジ（베이지）「友達と愛に陷る時（친구와 사랑에 빠질때）」
- 2010年12月15日 KBSドラマ「プレジデント（프레지던트）」O.S.T -「唇をかんで（입술을 깨물고）」

## 受賞歴
- 2004年第3回CMB青少年ChinChin歌謡 銀賞